# Грейт-Майами-Ривер
Грейт-Майами-Ривер (англ. Great Miami River, шони. Msimiyamithiipi) — правый приток реки Огайо. Протекает в юго-западной части штата Огайо и восточной части штата Индиана в США. Длина — 240 км. Площадь водосборного бассейна — 13915 км². Средний расход воды — 152 м³/с.
Впадает в реку Огайо ниже Цинциннати, близ Лоренсберга в Индиане.
На реке находятся города Дейтон и Сидни.